# Stari Ceal, Kărdjali
Stari Ceal (în bulgară Стари Чал) este un sat în comuna Krumovgrad, regiunea Kărdjali,  Bulgaria. 

## Demografie
Componența etnică a satului Stari Ceal
     Turci (97,95%)
     Nicio identificare (2,04%)
     Altele (0%)
La recensământul din 2011, populația satului Stari Ceal era de 49 locuitori. Din punct de vedere etnic, majoritatea locuitorilor (97,95%) erau turci. Pentru 2,04% din locuitori nu este cunoscută apartenența etnică.